# Saksun
Saksun (duń. Saksen, IPA: ˈsaksʊn) – miejscowość na archipelagu Wysp Owczych, terytorium zależnym Danii, leżącym w zachodniej części Morza Norweskiego. Osadę zamieszkuje obecnie (I 2015 r.) zaledwie 10 osób, liczba ta spada w ciągu ostatnich kilkunastu lat.

## Nazwa
Nazwa tej miejscowości brzmiała wcześniej Saxen i jej pochodzenie jest niejasne. Może odnosić się do ludności saskiej, jednak w źródłach nie ma mowy o jakichkolwiek uchodźcach z tej grupy etnicznej na Wyspy Owcze.

## Położenie
Osada Saksun znajduje się w północno-wschodniej części wyspy Streymoy, w gminie Sunda kommuna, będącej drugą co do wielkości tego typu jednostką administracyjną na archipelagu (158 km²). Znajduje się ona na brzegu zatoki Ósin, wciętej około 2 km w głąb lądu. Jej końcową powierzchnię zajmuje laguna Pollurin, będąca jedynym tego typu wybrzeżem na Wyspach Owczych. Niegdyś stanowiła ona osłonięty port, jednak liczne sztormy spowodowały napływ dużej ilości osadów i wytworzenie się laguny. Obecnie znajdują się tam dobre warunki do wędkowania, można złowić łososie oraz pstrągi.
Prócz tego w okolicach osady znajdują się trzy większe wodospady i kilkanaście mniejszych. Podobnie jak wiele innych osad na Wyspach Owczych, także Saksun jest otoczona przez kilka szczytów – od północnego zachodu Høvdin (635 m n.p.m.), od północnego wschodu Gívrutelli (701 m n.p.m.) oraz od południa Nónið (479 m n.p.m.). Prócz tego, nieopodal leży także jezioro Saksunarvatn.
Do miejscowości biegnie jedna droga, ciągnąca się przez dolinę Saksunardalur, często urozmaicanej spadającymi po stokach wodospadami. Prócz drogi asfaltowej z miejscowości biegną także stare szlaki piesze, oznaczone kamiennymi kopcami. Prowadzą one do osad Tjørnuvík oraz Haldarsvík.

## Historia
Osada Saksun została założona na przełomie XIV i XV wieku, jednak pierwszy zachowany do dziś budynek pochodzi dopiero z początków XVII wieku. Nazywa się on Dúvugarður i jest do dziś używanym przez Farerczyków gospodarstwem rolnym. Funkcjonuje także jako muzeum, zgromadzono tam bowiem liczne narzędzia służące ludziom w okresie powstania budynku.
Prócz tego rzuca się w oczy biały kościół z roku 1858. Pierwotnie został on zbudowany w osadzie Tjørnuvík, jednak rozebrano go i przeniesiono przez góry w nowe miejsce, gdzie stoi do dziś. Okolice tegoż kościoła posłużyły jako scenerie do ekranizacji jednej z najbardziej znanych, farerskich powieści Barbara pióra Jørgena-Frantza Jacobsena. Wcześniej istniał tam tradycyjny, drewniany farerski kościół, jednak został zastąpiony przez nowy z 1858 roku.

## Współczesność
Elektryczność doprowadzono do Saksun w roku 1957, jednak kościół został zelektryfikowany dopiero 6 lat później (1963).

## Podział administracyjny
Przed 1 stycznia 2005 w skład archipelagu Wysp Owczych wchodziło 48 gmin, jednak ich liczbę zredukowano do 34. Wśród zlikwidowanych znalazła się między innymi Saksunar kommuna, obejmująca tereny leżące wokół osady. Została ona włączona do Sunda kommuna i wchodzi w jej skład do dziś.

## Transport
Jedyną drogą transportu do i z Saksun, poza pieszymi trasami, jest trasa asfaltowa ze Streymnes. Jeździ tam 2 razy dziennie (poza niedzielami) autobus nr 203, farerskiego przewoźnika Bygdaleiðir. Krążący na trasie Saksun-Oyrabakki.